# یواس‌آرسی آرگوس
یواس‌آرسی آرگوس (به انگلیسی: USRC Argus) یک کشتی بود که طول آن 47 ft 9 in بود. این کشتی در سال ۱۷۹۱ ساخته شد.